# 小槻孝信
小槻 孝信（おつき の たかのぶ）は、平安時代後期の貴族。左大史・小槻貞行の子。官位は従四位上・主計頭。

## 経歴
後一条朝末に左少史を務め、後冷泉朝初頭の永承元年（1046年）大夫史（五位の左大史）に任ぜられる。左大史には後冷泉・後三条・白河の三朝約30年に亘って在任して、この間算博士・大炊頭・主税頭・主計頭などを兼ねる。承保3年（1076年）頃に左大史を子息の祐俊に譲るが、引き続き主計頭兼算博士を帯びたほか紀伊守なども務め、後に位階は従四位上に至った。応徳3年（1086年）9月15日卒去。享年70。

## 人物
太政官のみならず、主計寮の先例にも通じ、『諸国申請雑事』という書物を著したと伝えられている。大夫史に期待されていた宣旨発給手続実務および文書保管と先例勘申に加え、手続を遂行する上で弁官と主計寮の連携が必要とされる一国平均役が広く行われるようになると、孝信および小槻氏が持つ文書および先例の蓄積と地方の租税に関する知識の朝廷における存在感が高まるようになり、孝信以降大夫史は小槻氏の嫡流によって世襲されるようになった（官務の成立）。この書が成立した約100年後の治承3年（1179年）に右大臣・九条兼実の指示により小槻有頼が書写しており、この書の有用性が窺われる。
また、主計頭としての立揚で主計寮文書を抄出して、公務に役だてようとしたともされる。

## 官歴
- 時期不詳：正六位上
- 長元8年（1035年） 9月9日：見左少史[4]
- 永承元年（1046年） 日付不詳：左大史[5]。11月22日：見左大史[6]
- 永承4年（1049年） 12月18日：見従五位上兼備前介[7]
- 永承6年（1051年） 5月23日：見正五位下兼算博士備前介[8]
- 天喜2年（1054年） 3月20日：見大炊頭兼左大史算博士[9]
- 康平元年（1058年） 10月16日：見左大史兼算博士淡路守
- 康平5年（1062年） 正月：兼主税頭[10]
- 治暦4年（1068年） 3月9日：見兼備後介[11]
- 延久元年（1069年） 正月：兼和泉守[12]。10月7日：見主計頭兼左大史算博士和泉守[13]
- 延久3年（1071年） 6月24日：見修理左宮城使判官[14]
- 承保3年（1076年） 9月3日：見主計頭兼左大史[15]
- 承暦元年（1077年） 12月21日：見紀伊守[16]
- 時期不詳：従四位上[17]
- 応徳3年（1086年） 9月15日：卒去[17]

## 系譜
『系図纂要』による。
- 父：小槻貞行
- 母：不詳
- 生母不詳の子女
  - 男子：小槻祐俊（?-1114）
  - 男子：孝範